# بنكسية بيضاوية الورق
بنكسية بيضاوية الورق (الاسم العلمي: Banksia oblongifolia) هي نوع نباتي يتبع جنس البنكسية من فصيلة البروطية.